# Předboř (Luka nad Jihlavou)
Předboř (německy Pschedborsch) je částí městyse Luk nad Jihlavou, nacházející se v okrese Jihlava v Kraji Vysočina. Ke dni 1. 1. 2011 zde žilo 24 obyvatel.

## Název
Jméno vesnice (původně a v místní lidové mluvě až do 20. století v mužském rodě) bylo odvozeno od osobního jména Přědbor (v jehož druhé části je kořen slovesa bráti - "bojovat") a znamenalo "Přědborův majetek". Podoba jména v písemných pramenech (b druhé slabiky bylo často zaměňováno za v): Predworz (1432), Przedborz (1556, 1585), Pržedworž (1679), Pržedtworž (1718), Predwor (1720), Pržedworž (1751, 1798), Předwoř (1846), Pržedworž a Předvoř (1850), Przedwor a Předvoř (1872), Předboř (1881, 1924).

## Historie
První písemná zmínka o obci pochází z roku 1556. Od roku 1869 spadají pod Luka nad Jihlavou.

## Přírodní poměry
Předboř leží v okrese Jihlava v Kraji Vysočina. Nachází se 1,5 km jihozápadně od Luk nad Jihlavou, 3 km severozápadně od Svatoslavi a 3,5 km severovýchodně od Puklic. Geomorfologicky je oblast součástí Česko-moravské subprovincie, konkrétně Křižanovské vrchoviny a jejího podcelku Brtnická vrchovina, v jejíž rámci spadá pod geomorfologický okrsek Zašovický hřbet. Nadmořská výška se pohybuje mezi 467 metry na západě a 445 metry na východě. Severní hranici katastru tvoří řeka Jihlava.

## Obyvatelstvo
Podle sčítání 1930 zde žilo ve 14 domech 105 obyvatel. 105 obyvatel se hlásilo k československé národnosti. Žilo zde 103 římských katolíků a 2 příslušníci Církve československé husitské.
| Rok            | 1869 | 1880 | 1890 | 1900 | 1910 | 1921 | 1930 | 1950 | 1961 | 1970 | 1980 | 1991 | 2001 | 2011 | 2020 |
| -------------- | ---- | ---- | ---- | ---- | ---- | ---- | ---- | ---- | ---- | ---- | ---- | ---- | ---- | ---- | ---- |
| Počet obyvatel | 99   | 102  | 75   | 97   | 98   | 108  | 105  | 62   | 90   | 57   | 40   | 20   | 16   | 21   | 32   |

## Hospodářství a doprava
Pavel Böhm tu vyrábí bytové doplňky a atypické dřevěné lišty. Prochází tudy silnice III. třídy č. 4051 z Puklic do Luk nad Jihlavou a železniční trať č. 240 Brno–Jihlava. Předboří vede cyklistická trasa č. 162 z Luk nad Jihlavou do Jihlavy.

## Školství, kultura a sport
Místní děti dojíždějí do škol v Lukách nad Jihlavou ,do Jihlavy a do Brna.